# Tragia furialis
Tragia furialis är en törelväxtart som beskrevs av Wenceslas Bojer. Tragia furialis ingår i släktet Tragia och familjen törelväxter. Inga underarter finns listade i Catalogue of Life.